# زمین‌لرزه ۱۹۴۱ یمن
زمین‌لرزه یمن  در تاریخ ۱۱ ژانویه ۱۹۴۱ میلادی، برابر با ‎۲۱ دی ۱۳۱۹، ساعت ۸:۳۲:۵۹ به زمان یوتی‌سی در یمن رخ داد. بزرگی آن ۵٫۹ در مقیاس ریشتر اعلام شده‌است. زمین‌لرزه به وقت محلی در روز شنبه، ساعت ۱۱ روی داده و منطقه زمانی آن یوتی‌سی +۳ بوده‌است .
سازمان زمین‌شناسی آمریکا نیز جای این زمین‌لرزه را در مختصات ۱۶°۲۴′شمالی ۴۳°۳۰′شرقی / ۱۶٫۴°شمالی ۴۳٫۵°شرقی و بزرگی آنرا برابر با ۵٫۹ در مقیاس ریشتر اعلام کرده‌است. 
شمار کشتگان زلزله حدود ۱۲۰۰ نفر بوده‌است.تعداد زخمیان ۲۰۰ نفر برآورده شده‌است.